# Global Game Jam
Die Global Game Jam (GGJ) ist eine jährlich stattfindende dezentrale Game Jam. Inspiriert durch die Nordic Game Jam wurde im Rahmen der IGDA Bildungs SIG (Special Interest Group) von Susan Gold, Ian Schreiber, GOrm Lai und Foaad Khosmood die GGJ gegründet. Ziel war es, Kreativität, Zusammenarbeit und Experimentierfreudigkeit zu fördern.
An den Austragungsorten formen die Teilnehmer zunächst Gruppen, um Ideen auszuarbeiten. Danach werden diese einem Pitch vorgestellt. Die Teilnehmer suchen sich nun passend zu den Ideen ein Team zusammen und bauen daraus einen Prototyp. Am Ende der Arbeitsphase werden die Ergebnisse einander vorgestellt und können angespielt werden. Dies geschieht in einem sehr knappen Zeitfenster, somit soll der Fokus auf neuen Ideen ausgerichtet bleiben und weniger auf ausgearbeiteten Prototypen.
Seit 2013 wird die GGJ von der Global Game Jam, Inc. verwaltet. Ehemalige Vorstandsmitglieder waren Elonka Dunin, Lindsay Grace  und Zuraida Buter. Die Global Game Jam® ist eine eingetragene Marke.

## Organisation

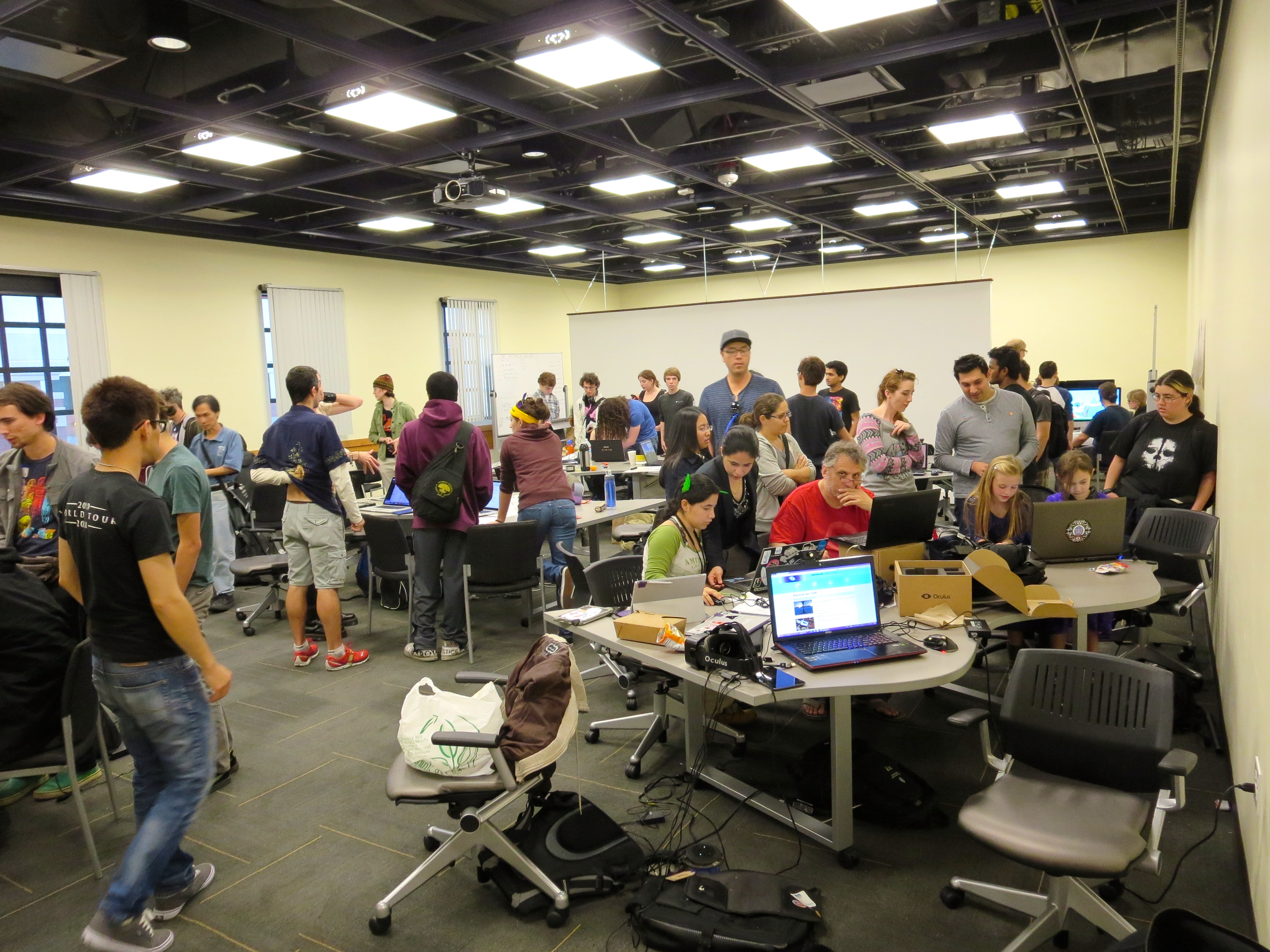
Der Austragungsort Los Angeles zur Global Game Jam 2015

Gruppen, die einen Austragungsort abhalten wollen, müssen sich an eine Anforderungsliste halten. Dazu zählen
- Eine stabile Internetleitung für alle Teilnehmer
- Zugang zu Entwicklungswerkzeug wie IDEs
- Einen Veranstaltungskoordinator
- Getränke und Zugang zu Lebensmitteln
- Wenn möglich, einen 24/7 Zugang zum Austragungsort
- und einen Aufbewahrungsort für Wertgegenstände[3]

Jeder Austragungsort ist aktiv für 48 Stunden in jeder Zeitzone. Beginn ist 17.00 Uhr Ortszeit am Startdatum und endet ebenso um 17.00 Uhr Ortszeit zwei Tage später. Der empfohlene Zeitplan sieht eine kurze Planungsphase, Team-Findungsphase gefolgt von der Entwicklungsphase vor. Die letzte Phase ist bis 15.00 Uhr am letzten Tag geplant. Die verbleibenden zwei Stunden sind zur Präsentation und zum antesten eingeplant. Der Zeitplan ist aber im Vergleich zur Anforderungsliste nicht bindend. Das Thema wird zur Startzeit 17.00 Uhr, pünktlich in jeder Zeitzone bekannt gegeben. Es wird darauf vertraut, dass andere Zeitzonen diese Information nicht aktiv weitergeben. Teilnehmer sind dazu angehalten, Spiele mit Bezug zum Thema zu erschaffen.
Ein Rahmenprogramm mit Errungenschaften (auch als Diversifiers bezeichnet) wird zur Verfügung gestellt. Diese sollen dazu dienen, bei der Entwicklung neuartige oder ungewöhnliche Wege einzuschlagen.

## Vergangene Veranstaltungen

Das Thema der GGJ 2012: Eine Ouroboros

| GameJam Nummer | Datum                        | Austragungsorte (Länder) | Teilnehmer- zahl | Entstandene Spiele | Veranstaltungsthema                                                                          |
| -------------- | ---------------------------- | ------------------------ | ---------------- | ------------------ | -------------------------------------------------------------------------------------------- |
| 1.             | 30. Januar – 1. Februar 2009 | 53 (23)                  | 1650             | 370                | Solange wir einander haben, werden wir immer Probleme haben                                  |
| 2.             | 29. – 31. Januar 2010        | 138 (39)                 | 4300             | 900                | Täuschung (und weitere Zeitzonen -spezifische Themen, u. a. Ein Unglück kommt selten allein) |
| 3.             | 28. – 30. Januar 2011        | 169 (44)                 | 6500             | 1500               | Aussterben                                                                                   |
| 4.             | 27. – 29. Januar 2012        | 242 (47)                 | 10684            | 2209               | Ein Bild der Ouroboros.                                                                      |
| 5.             | 25. – 27. Januar 2013        | 319 (63)                 | 16705            | 3248               | Klang des Herzschlags                                                                        |
| 6.             | 24. – 26. Januar 2014        | 488 (72)                 | 23198            | 4290               | Wir sehen die Dinge nicht wie sie sind, wir sehen sie wie wir sind                           |
| 7.             | 23. – 25. Januar 2015        | 518 (78)                 | 28837            | 5438               | Was jetzt?                                                                                   |
| 8.             | 29. – 31. Januar 2016        | 632 (93)                 | 36164            | 6866               | Ritual                                                                                       |
| 9.             | 20. – 22. Januar 2017        | 701 (95)                 | 36401            | 7263               | Wellen                                                                                       |
| 10.            | 26. – 28. Januar 2018        | 803 (108)                | 42811            | 8606               | Übertragung                                                                                  |
| 11.            | 25. – 27. Januar 2019        | 860 (113)                | 47009            | 9010               | Was Heimat für dich bedeutet                                                                 |
| 12.            | 31. Januar – 1. Februar 2020 | 934 (118)                | 48753            | 9601               | Reparatur                                                                                    |
| 13. Online     | 27. – 31. Januar 2021        | 585 virtuell (104)       | 28000+           | 6000+              | Verloren und Gefunden                                                                        |
| 14.            | 20. – 30. Januar 2022        | tba                      | tba              | tba                | Duality                                                                                      |

Stand Februar 2022

## Geistiges Eigentum
Alle erstellten Spiele fallen unter die Creative Commons Lizenz BY-NC-SA (Namensnennung, nicht kommerziell, Weitergabe unter gleichen Bedingungen). Die Spiele bleiben Geistiges Eigentum der jeweiligen Erschaffer, jedoch erhält die Global Game Jam die Möglichkeit jedes beliebige Spiel für Werbezwecken zu nutzen. Alle Spiele werden deshalb inklusive Quelltext auf der Website der GGJ aufbewahrt.